# Land- und Stadtgericht Colberg

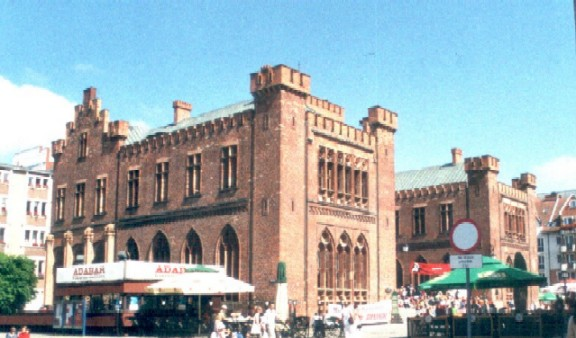
Rathaus in Kolberg, Sitz des Gerichtes

Das Land- und Stadtgericht Colberg war ein preußisches Land- und Stadtgericht mit Sitz in Colberg.

## Geschichte
In Colberg bestanden das Stadtgericht Colberg sowie das Justizamt Colberg, welches durch das Justizamt Cöslin verwaltet wurde. Das Land- und Stadtgericht Colberg entstand 1823 aus den genannten Gerichten.
Es war dem Oberlandesgericht Cöslin zugeordnet. Sein Sprengel umfasste die Stadt Colberg mit 6657 Einwohnern (1838) sowie 39 Ortschaften mit zusammen 9230 Einwohnern. Damit umfasste der Sprengel 15.887 Gerichtseingesessene. Am Gericht waren ein Direktor, zwei Assessoren und sechs nicht-richterliche Mitarbeiter beschäftigt. Das Land- und Stadtgericht Hilchenbach war ein Gericht 1. Klasse, da ab drei Richtern eine Spruchkammer gebildet werden konnte. Sein Sitz befand sich im 1829 bis 1832 erbauten Rathaus Kolberg.
Nach der Märzrevolution wurden in Preußen die Patrimonialgerichte abgeschafft und einheitlich Kreisgerichte geschaffen. Das Land- und Stadtgericht Colberg wurde 1849 aufgehoben und das Kreisgericht Colberg im Bezirk des Appellationsgerichts Cöslin gebildet.